# Charles Rousselle
Charles Édouard Rousselle, né à Mons le 8 février 1787 et mort dans cette même ville le 9 avril 1867, est un homme politique belge à tendance libérale.

## Biographie
Charles Rousselle est le fils d'Antoine Rousselle, rentier, et de Marie-Thérèse Drousy. Il épousa Marie-Philippe Dupont.
Après ses études, il entra à la préfecture du département de Jemmapes et y devint sous-chef du bureau des travaux publics. De 1813 à 1832, il fut secrétaire de la ville de Mons. 
En 1834, après avoir travaillé pour des entrepreneurs (les frères Honnorez), il fut élu conseiller communal. En 1836, il devint conseiller provincial du Hainaut (qu’il présida en 1843). Il fut élu comme député de l'arrondissement de Mons à la Chambre des représentants, de 1847 à 1856. Il fut même nommé vice-président cette même Chambre en 1855. Il arrêta ses activités politiques l’année suivante.

## Distinction
- Officier de l'ordre de Léopold, en 1856.